# Akira Fantini
Akira Fantini (ファンティーニ 燦 Fantini Akira?), född 24 maj 1998 i Chiba prefektur, är en japansk fotbollsspelare.
Fantini började sin karriär 2017 i Sagan Tosu. 2020 flyttade han till Fukushima United FC.